# Estadio Arthur Ashe
El Arthur Ashe Stadium es un estadio de tenis situado en el Parque Flushing Meadows-Corona del barrio de Queens, en Nueva York (Estados Unidos). Es parte del Centro Nacional de Tenis Billie Jean King de la Asociación de Tenis de los Estados Unidos (USTA), y es el estadio principal del torneo donde se juega el Abierto de Estados Unidos (US Open). Con una capacidad de 23.771 localidades se considera el estadio de tenis más grande del mundo dedicado en exclusiva a este deporte.
El estadio lleva el nombre en honor a Arthur Ashe (1943-1993), ganador del primer US Open de la Era Abierta en 1968, el primero en el que podían competir los profesionales. El diseño original del estadio, terminado en 1997, no incluía techo. Después de sufrir sucesivos años de retrasos en los eventos debido a las inclemencias del tiempo, en 2016 se completó un nuevo techo retráctil liviano.

## Historia

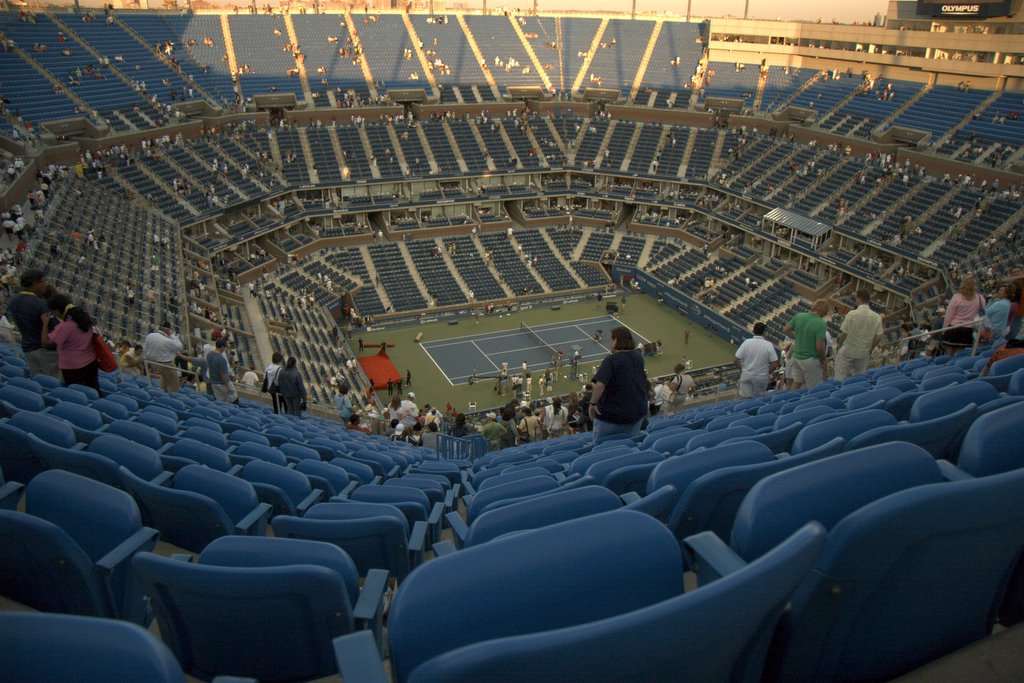
El estadio, visto desde la parte alta del escenario en el 2005

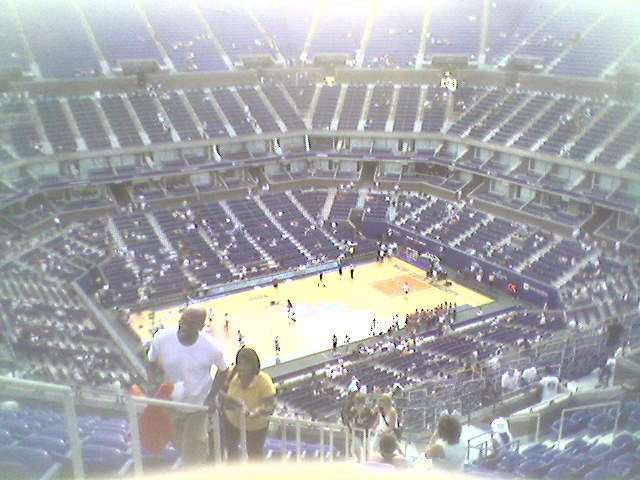
En julio de 2008, fue sede de un partido de básquet profesional a puerta cerrada

Inaugurado en 1997, la instalación reemplazó al Estadio Louis Armstrong como sede principal del torneo. Su construcción costó 254 millones de dólares y luego tenía 22 547 asientos, 90 suites de lujo, cinco restaurantes y un salón para jugadores de dos niveles, lo que lo convirtió, con mucho, en el lugar exclusivo para tenis más grande del mundo. Al igual que las otras 32 canchas en las instalaciones, tiene una superficie acrílica acolchada DecoTurf.
El 25 de agosto de 1997, el estadio se inauguró al albergar el US Open, con Whitney Houston cantando "One Moment in Time" durante las ceremonias de inauguración del estadio y dedicando la actuación al difunto Arthur Ashe.
El primer partido oficial jugado en la cancha fue en el US Open de 1997 entre Tamarine Tanasugarn de Tailandia y Chanda Rubin de los Estados Unidos. Tanasugarn ganó en dos sets.
El estadio también fue sede del primer partido de la WNBA de la temporada regular al aire libre en 2008; Indiana Fever venció al anfitrión New York Liberty 71–55 el 19 de julio.71–55 on July 19. El juego sirvió como un evento de recaudación de fondos para la investigación del cáncer de mama.
La instalación cuenta con un sistema electrónico Hawk-Eye que permite a los jugadores de tenis desafiar la decisión del árbitro sobre las llamadas realizadas durante los campeonatos. En 2005, el esquema de color de las canchas se cambió de verde a azul eléctrico en las canchas interiores y una cancha exterior verde claro. Todos los eventos de la Serie Abierta de EE. UU. ahora usan este esquema de color, lo que brinda a los televidentes una pelota más fácilmente rastreable, con las pelotas de tenis amarillas que contrastan más visiblemente con las canchas azules.
Del 26 al 28 de julio del 2019, el estadio fue sede de la Copa Mundial Fortnite, un torneo de deportes electrónicos de tres días de duración con un premio acumulado de 30 millones de dólares, de los cuales 3 millones se otorgaron al ganador de la final.
Durante la Pandemia de COVID-19, el estadio se convirtió para su uso como hospital.
El 22 de septiembre del 2021, el estadio fue sede de All Elite Wrestling. AEW Dynamite se filmó en vivo, junto con grabaciones de AEW Rampage y Elevation. Los episodios de Dynamite y Rampage se titularon "Grand Slam" y Rampage se amplió a dos horas para el especial. El evento marcó el debut de AEW en la ciudad de Nueva York y el primer espectáculo de lucha libre profesional jamás realizado en el complejo de tenis.
El 3 de noviembre del 2022, el Westminster Kennel Club Dog Show anunció que el evento principal de exhibición de especies caninas, se trasladará al Arthur Ashe Stadium a mediados del 2023.

## Techo retráctil

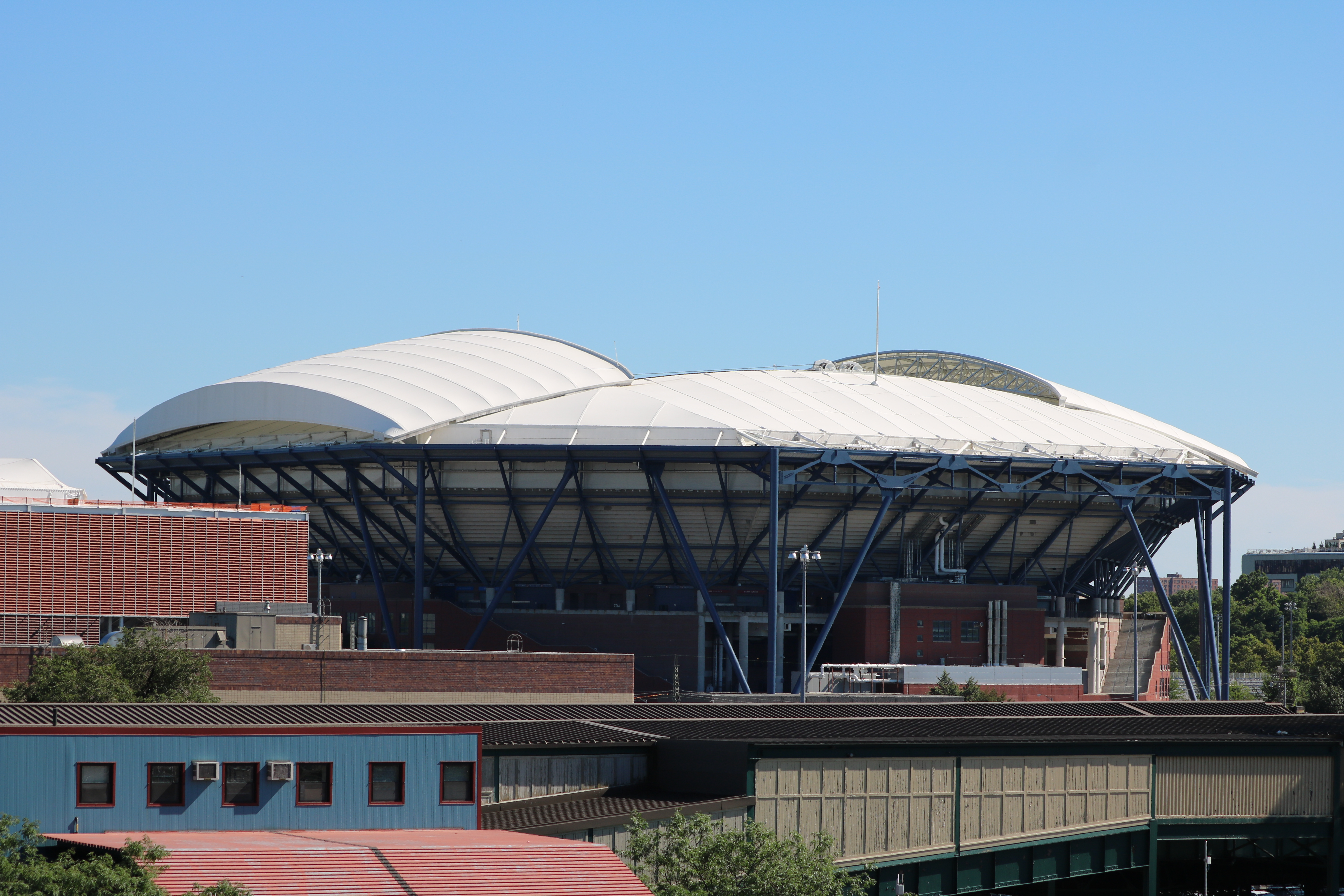
Estadio Arthur Ashe, 7 de julio de 2018.

Al carecer de un techo, donde podían ocurrir vientos relativamente fuertes e impredecibles dentro del estadio, especialmente de los remanentes de los huracanes en temporada propia, los eventos eran vulnerables a las inclemencias del tiempo, y se produjeron cinco años consecutivos de retrasos por lluvia durante la final individual masculina del US Open del 2008 al 2012.
A pesar de que el diseño original carecía de provisiones para un techo, la USTA anunció en 2013 planes para construir un techo para el estadio utilizando una superestructura de 5000 toneladas cortas (4536 toneladas), tras consultar "con todos los arquitectos involucrados en el diseño de un estadio" con techo en América del Norte".
En particular, el sitio del centro de Ashe presentaba malas condiciones del suelo. Anteriormente había sido Corona Ash Dumps de Manhattan (que aparece de manera destacada en The Great Gatsby de F. Scott Fitzgerald como el Valle de las cenizas) y antes de eso, un pantano de humedal natural. Para el nuevo techo, una solución muy ligera era fundamental.
El techo tiene dos paneles de tela de 800 toneladas hechos de 210 000 pies cuadrados (20 000 m2) de membrana liviana de PTFE que puede abrirse o cerrarse sobre deslizamientos, hasta 25 pies por minuto, para crear una abertura del tamaño aproximado de 17 piscinas olímpicas. El estadio no está completamente acondicionado; un nuevo sistema de ventilación de agua fría controla la humedad cuando el techo está cerrado. El nuevo diseño en voladizo está sostenido por ocho columnas que se asientan sobre bases de concreto, cada una sostenida por 20 pilotes hincados de 150 a 200 pies de profundidad y tiene un sistema de adquisición y registro de datos junto con cámaras sincronizadas para interpretar los datos creados por los complejos sistemas de control. El techo, que costó $150 millones, fue parte de una renovación de $550 millones del Centro Nacional de Tenis. El proyecto del techo retráctil se completó en 2016.
El techo fue diseñado por Rossetti Architects y su estructura diseñada por WSP Global. Los ingenieros de Geiger diseñaron el sistema de mecanización del techo. El ingeniero de registro para el sistema de mecanización fue Hardesty & Hanover en asociación con Morgan Engineering.